# Pteroglossus torquatus
Pteroglossus torquatus là một loài chim. Loài chim này sinh sản từ nam México đến Panama; và cũng ở Ecuador, Colombia, Venezuela và Costa Rica.

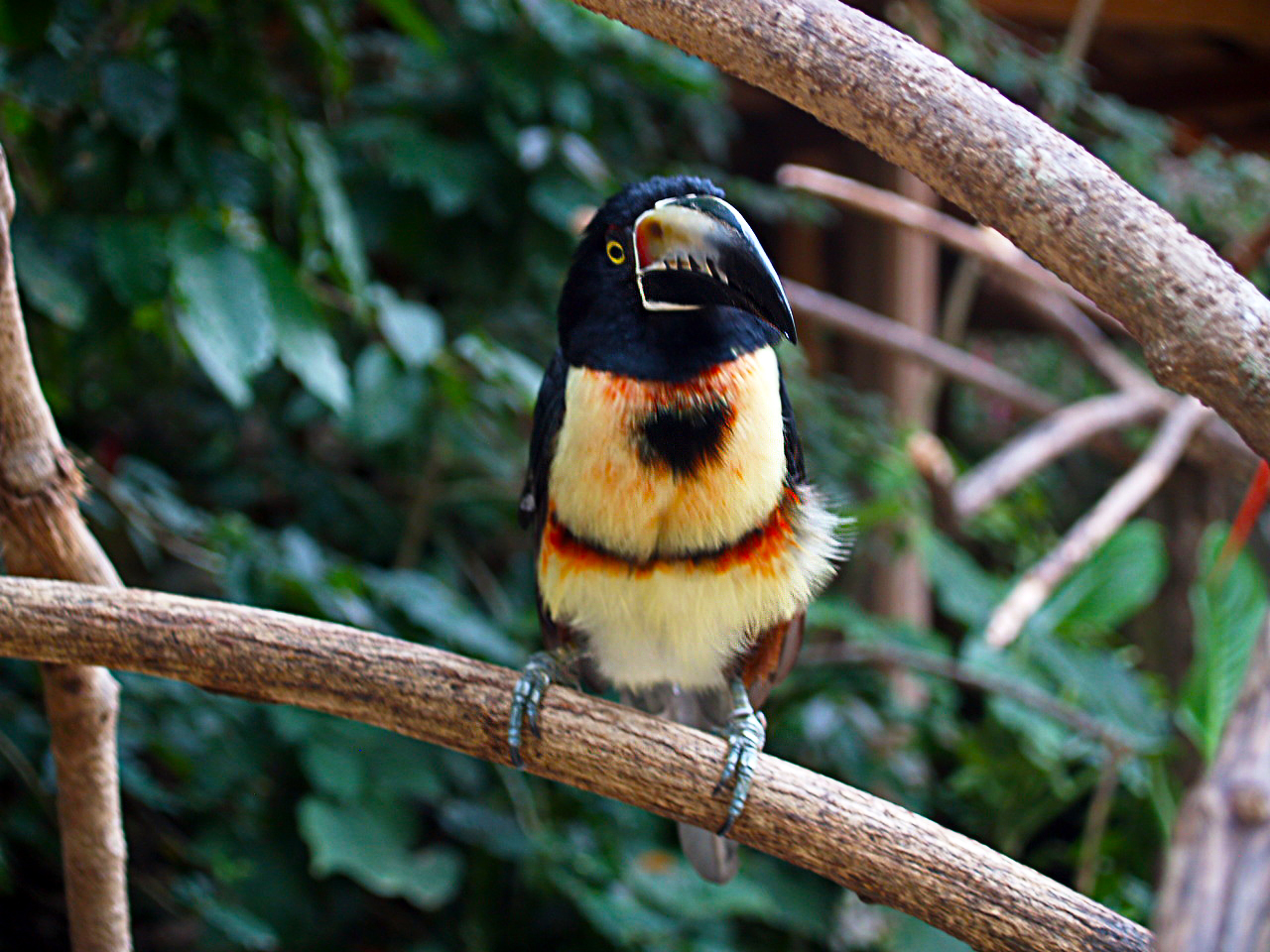
Phía trước

Loài chim này có cái mỏ to. Con trưởng thành dài điển hình 39–41 cm và cân nặng 190-275 gram.
Con trống và con mái có bề ngoài như nhau. Chúng di chuyển từng đàn 6-15 con trong rừng với cuộc bay trực tiếp và nhanh. Chúng chủ yếu ăn quả cây nhưng cũng ăn côn trùng, thằn lằn, trứng và các con mồi nhỏ khác. Cả con chim trống và mái cùng ấp trứng trong 16 ngày thì nở.